# Areca kinabaluensis
Areca kinabaluensis är en enhjärtbladig växtart som beskrevs av Caetano Xavier Furtado. Areca kinabaluensis ingår i släktet Areca och familjen Arecaceae. Inga underarter finns listade i Catalogue of Life.